# کیجی کویزومی
کیجی کویزومی (انگلیسی: Keiji Koizumi؛ زادهٔ ۲۸ ژوئیهٔ ۱۹۷۶) بازیکن فوتبال اهل ژاپن است.